# Carol Jane Anger Rieke
Carol Jane Anger Rieke fue una astrónoma, química computacional y educadora matemática estadounidense. Fue coautora de artículos con el premio Nobel Robert S. Mulliken.

## Juvetud
Carol Jane Anger nació en Evanston, Illinois, asistió a la Universidad de Northwestern, donde obtuvo excelentes calificaciones y ganó varios premios, incluida una copa en 1926 como "mejor mujer en disparos de rifle de la Universidad". Realizó estudios de posgrado en astronomía en Radcliffe College, trabajando en Harvard con Cecilia Payne-Gaposchkin y Harlow Shapley. Obtuvo su doctorado en 1932, con el premio Nobel John Hasbrouck Von Vleck como asesor; trabajando en la disertación "paralaje espectroscópico de cúmulos galácticos y en movimiento", por la que ganó el premio Caroline Wilby. Después pasó un año en el Observatorio de Harvard con la beca Investigación Sarah Berliner de la Asociación Estadounidense de Mujeres Universitarias. Rieke además realizó otros trabajos postdoctorales sobre química computacional en la Universidad de Chicago, bajo la tutela de Robert S. Mulliken, otro premio Nobel.

## Carrera
Carol Jane Anger fue elegida miembro de la Sociedad Astronómica Estadounidense en su reunión en Chicago en 1930, mientras prosiguió con las mediciones espectroscópicas en el Observatorio de Harvard después de completar su trabajo de doctorado. En 1938 asistió a la 4ª Conferencia anual de Washington sobre Física Teórica en la Universidad George Washington junto a John von Neumann, Edward Teller, George Gamow, Hans Bethe o Subrahmanyan Chandrasekhar, siendo la única científica mujer que asistió al evento.
Fue coautora de diversos artículos académicos junto con Mulliken mientras vivió en Chicago hasta que se mudó a Massachussets durante la Segunda Guerra Mundial, para trabajar en sistemas de contramedida de radar. Después de la guerra, su marido encontró trabajo en la facultad de física de la Universidad de Purdue, pero debido a las normas nepóticas de la misma ella no fue aceptada, y estuvo ejerciendo de profesora de matemáticas. Cuando regresaron a Chicago, ella siguió enseñando matemáticas en South Suburban College mientras reanudaba su investigación de química junto a Mulliken.
Las publicaciones científicas de Rieke incluyen "Un estudio del espectro de alpha2 de Canum Venaticorum" (Astrophysical Journal 1929), "Estándares de longitud de onda en la radiación ultravioleta extrema" (Phys. Rev. 1936, con Kenneth R. More), "Espectros electrónicos moleculares, dispersión y polarización: la interpretación teórica y el cálculo de las fuerzas e intensidades de los osciladores" (Reports on Progress in Physics 1940, junto a Mulliken), "Hiperconjugación"(Revista de la Sociedad Química Estadounidense de 1941, junto a Mulliken y Weldon G. Brown), "Integrales de enlace y espectros con un análisis del artículo de Kynch y Penney sobre el calor de la sublimación del carbono "(Rev. Modificación. Phys. 1942, junto a Mulliken).
Rieke ejerció como miembro electo de la Junta de Educación del Distrito 228 de escuelas secundarias de la comunidad de Bremen de 1957  a 1963, mientras sus hijos asistían en la misma escuela. También participó en la Liga de Mujeres Votantes y las Girl Scouts de los suburbios de Chicago,  y participó activamente en el Harvard-Radcliffe Club de Chicago.
La universidad South Suburban College nombró una beca anual en honor a Rieke.

## Vida personal
Carol Jane Anger se casó con el físico Foster Frederick Rieke en 1932. Tuvieron dos hijos, George y Katharine. Su hijo George H. Rieke se convirtió en astrónomo y se casó con otra astrónoma, Marcia J. Rieke . Su hija Katharine Rieke Lawson es profesora de la Facultad de Medicina Albert Einstein de Nueva York. Murió a finales de 1999, a los 91 años, en Tucson, Arizona.